# Heide
Heide là một thị xã ở Schleswig-Holstein, Đức. Đô thị Heide có diện tích 31,89 km². Đây là huyện lỵ của huyện Kreis Dithmarschen. Dân số cuối năm 2006 là 20.660 người.

## Cư dân nổi tiếng
- Fritz Thiedemann (1918 - 2000)
- Rudolph Dirks (1877 - 1968)